# Kapuggla
Kapuggla (Asio capensis) är en uggla som förekommer lokalt i våtmarksområden i Afrika söder om Sahara och på Madagaskar, med en liten isolerad population i Marocko.

## Utseende och läte
Kapugglan mäter 30,5–37 centimeter, har ett vingspann på 80–95 centimeter och påminner om en liten jorduggla. Den har gula ögon med svart iris, och korta tofsar på huvudet, som dock oftast inte syns. Den skiljer sig ifrån sina släktingar genom sin mörkare fjäderdräkt, vilket får det gräddvita ansiktet att kontrastera tydligt, och den har i det närmaste ostreckad ovansida. Dess långa vingar är kortare och bredare än jordugglans och vingspetsarna trubbigare.

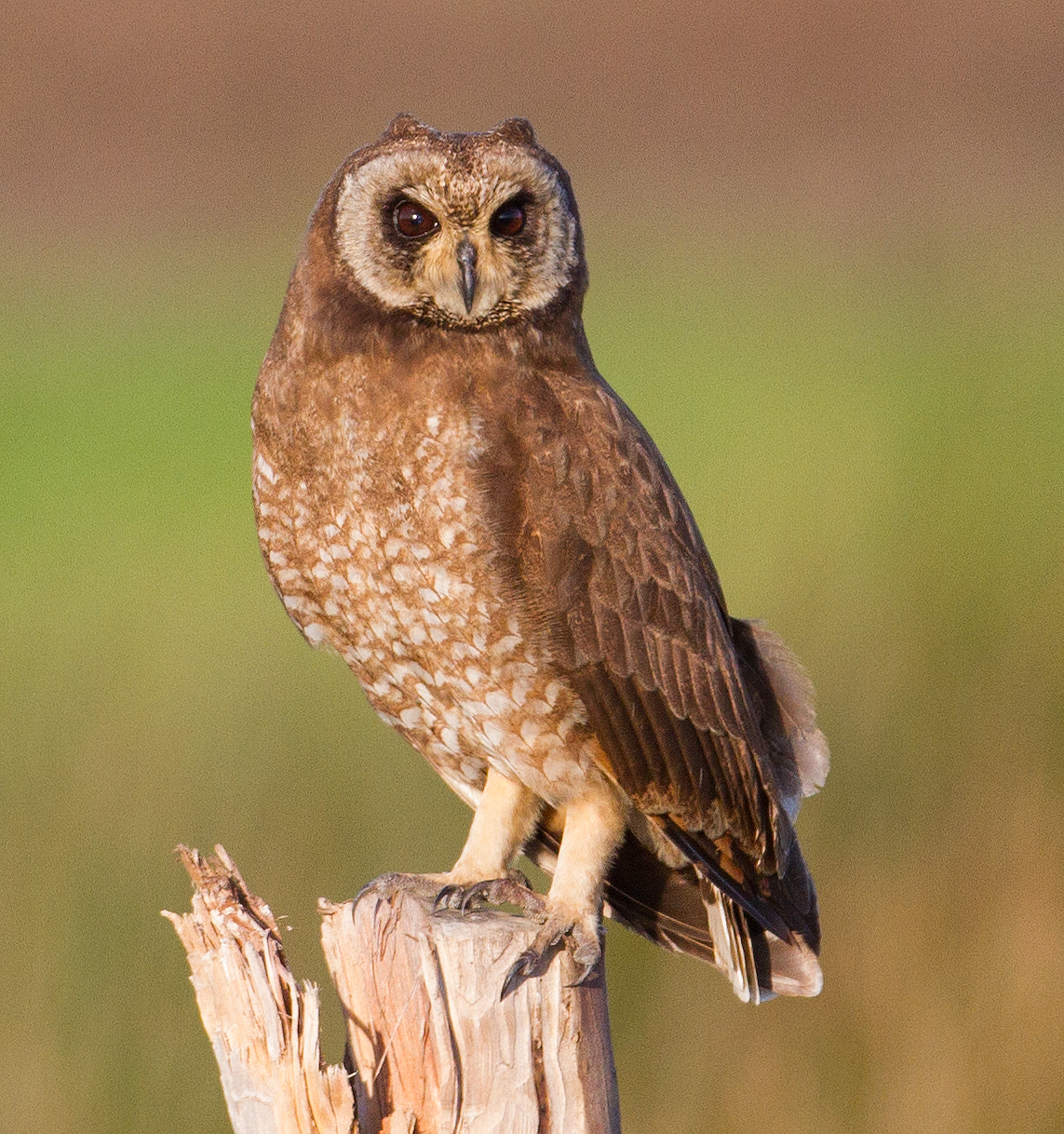

Fågeln glidflyger med stela, lätt kupade vingar när den jagar. Den vilar ofta direkt på marken eller lågt ner. Dess läte är ett grodliknande kaar eller en raspig vissling shrss.

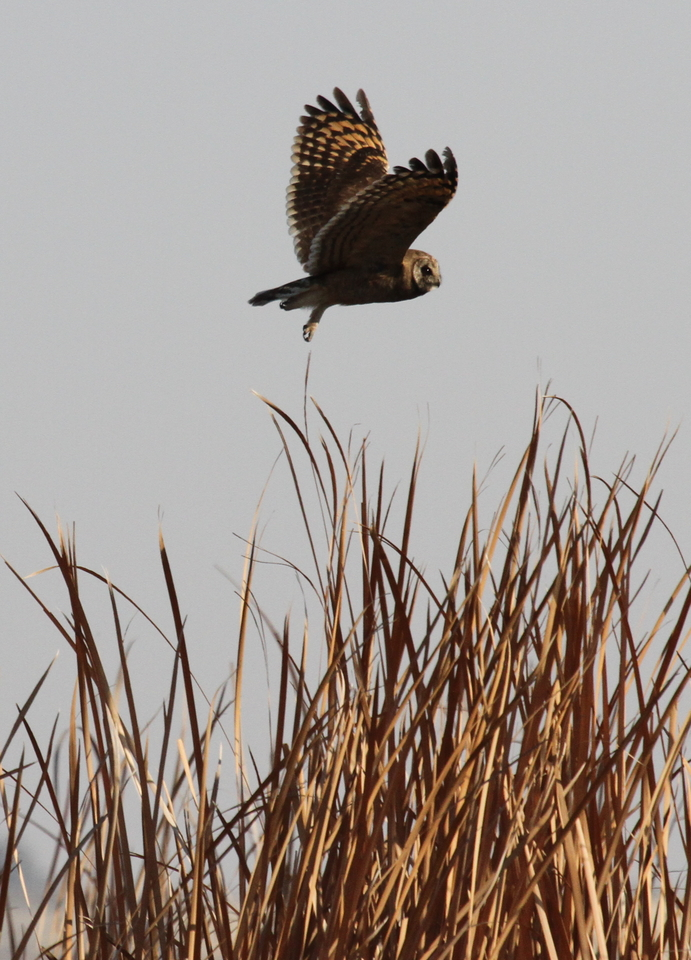

## Utbredning och systematik
Kapugglan delas upp i tre underarter med följande utbredning:
- Asio capensis tingitanus – förekommer i nordvästra Marocko, tidigare även Algeriet[4]
- Asio capensis capensis – förekommer lokalt från Senegal och Gambia till Etiopien och Sydafrika
- Asio capensis hova – förekommer i områden med gräs- och våtmark på Madagaskar

Kapugglan är till största delen en stannfågel. Under 1800-talet påträffades den vid flera tillfällen vintertid på Iberiska halvön, i framför allt Spanien men också vid två tillfällen i Portugal. Sedan dess finns endast ett fynd när en individ sköts 10 december 1998 i Spanien.

## Ekologi

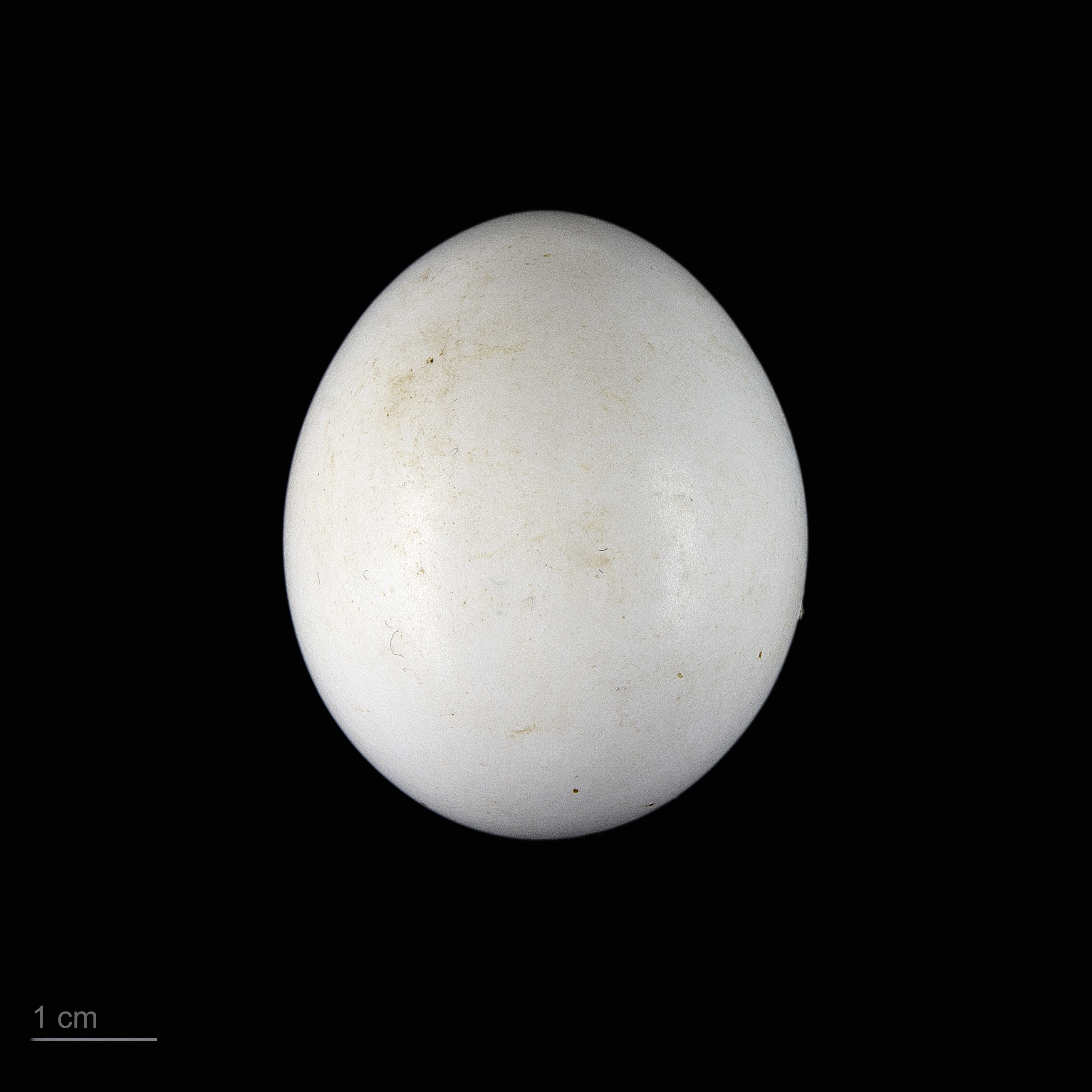
Asio capensis tingitanus

Kapugglan häckar i områden med kärr och på blöta ängar med högt gräs. Boet placeras på marken och består av en grop i en grästuva. Den lägger i genomsnitt två till tre ägg som honan ruvar i cirka fyra veckor. Den lägger endast en kull per häckningssäsong och båda föräldrarna tar hand om ungarna. Kapugglan jagar delvis dagtid och dess föda består främst av insekter, men den tar även mindre däggdjur som gnagare, och även fåglar.

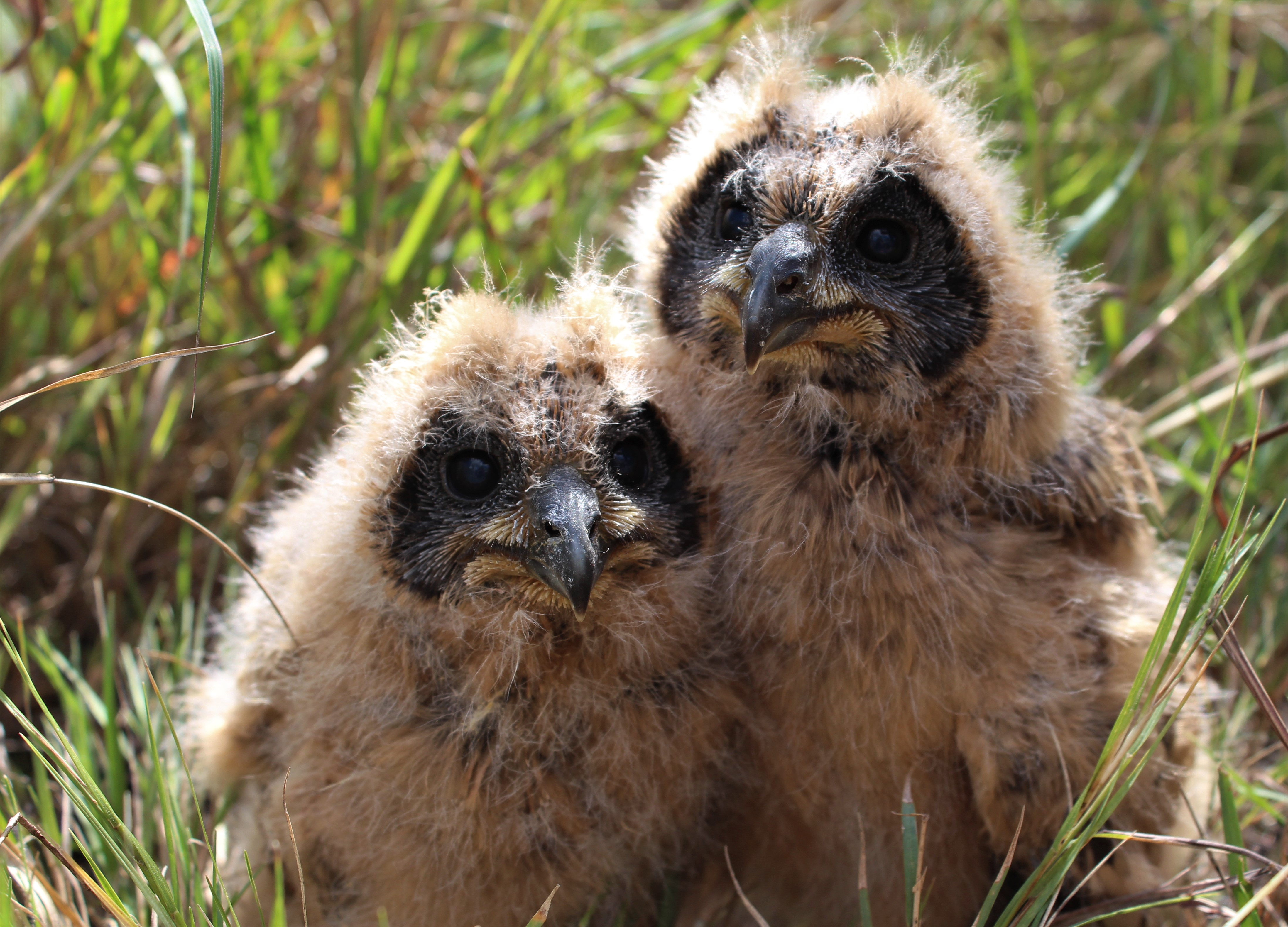
Två kapuggleungar.

## Status och hot
Arten har ett stort utbredningsområde och en stor population med stabil utveckling. Utifrån dessa kriterier kategoriserar IUCN arten som livskraftig (LC). Världspopulationen har inte uppskattas, men den rapporteras vara vanligt förekommande. Populationen i Marocko (tingitanus) anses dock vara akut hotad.